# Sommarbin
Sommarbin (Melittidae) är en familj bin i insektsordningen steklar. Familjen är liten, i den ingår drygt 200 arter i tre underfamiljer. 

## Beskrivning
Sommarbin är små till medelstora bin som vanligtvis är helt svarta. Hanarna hos vissa arter kan dock ha gula markeringar på huvudet. Arterna är mycket håriga, med grenad, fjäderlik kroppsbehåring.

## Ekologi
Sommarbin är solitära insekter som liksom alla andra bin lever av nektar, och samlar pollen som näring åt larverna. De är ofta oligolektiska, det vill säga specialiserade på ett fåtal växtarter. Några släkten (Rediviva och lysingbin, Macropis) samlar dessutom växtoljor för att klä sina larvbon med. Hos lysingbin samlas oljan med speciella hår på fötterna, hos Macropis används de håriga, ofta starkt förlängda frambenen för oljeinsamlingen.
De unga honorna kommer vanligen fram ur sin underjordiska övervintring några dygn före hanarna. Hanen och honan parar i regel sig på någon näringsväxt i närheten av honans övervintringshåla. Den parade honan gräver larvbon i jorden. De består av en eller flera sluttande gångar med en eller flera larvceller i botten. Varje larvcell förses med en boll av pollen, på vilket honan lägger ett ägg. Den kläckta larven lever av pollenklumpen i ungefär 10 dygn, varpå den övergår till ett vilolarvstadium under vilket den övervintrar för att förpuppa sig i början av det nästa året.

## Utbredning
Sommarbin förekommer i de tempererade klimatzonerna på norra halvklotet samt i Afrika.

### Förekomst i Sverige och Finland
I Sverige finns familjen i de södra delarna av landet, upp till Dalarna och Hälsingland. I Finland har familjens medlemmar observerats i södra delarna av landet (inklusive Åland), med ungefärlig nordgräns i landskapen Österbotten, Södra Österbotten, Mellersta Finland och Norra Savolax, samt ett fåtal observationer längre mot nordväst upp till Uleåborg.

## Systematik
Familjen anses vara en mycket ursprunglig, primitiv familj.
Tidiga molekylära studier indikerade att vissa arter borde placeras i en egen familj med namnet Dasypodaidae, bland annat släktet byxbin (Dasypoda). Senare studier har emellertid vederlagt detta antagande.
I Sverige och Finland finns nedanstående släkten med totalt 9 arter i Sverige, 5 arter i Finland:
- Byxbin (Dasypoda). 3 svenska arter, 1 finsk art praktbyxbi.
- Lysingbin (Macropis). Endast arten lysingbi (Macropis europaea) finns i Sverige. I Finland finns även arten Macropis fulvipes.
- Blomsterbin (Melitta). 4 svenska och 2 finska arter.

### Ingående släkten
(Källa Michez, Denis 2008)
- Afrodasypoda
- Capicola
- Ceratomonia
- Byxbin (Dasypoda)
- Eremaphanta
- Haplomelitta
- Hesperapis
- Lysingbin (Macropis)
- Magnomia
- Blomsterbin (Melitta)
- Pseudophilanthus
- Promelitta
- Rediviva
- Redivivoides
- Samba
- Uronomia